# 신자연주의
신자연주의(Shinjayeonism)는 가나인(Kanain) (본명 전하현)에 의해 1984년부터 시작되어 미학이론과 예술 철학으로 체계화된 예술운동이다. 가나인은 1984년 세 번째 시집인 '어둔 밤 하늘에 하늘에서'를 마지막으로 시인 은퇴 선언을 했고, 이후 몸으로 쓰는 시(詩)를 제안했다. 이렇게 움직이는 시로서 신자연주의 문화 운동을 삶으로 실천했다. 최초 선언자인 가나인의 이름을 따서 가나인주의라고도 불린다.
가나인은 베를린장벽이 붕괴된 1989년 이후부터 20세기 초까지를 복합다중구조시대로 규정한다. 이러한 시대에 걸맞는 접근방법과 예술, 삶을 위한 문화적 실천운동, 미래적 대안 미학이론으로 신자연주의를 1993년 10월 27일 선언했다. 이 선언에는 자연미술가 박병욱과 무용가 이남주가 함께 했다. 자연미술가 박병욱은 1997년 청주 대청호 국제환경미술제 실행위원장을 맡아 2005년 10주년 행사를 개최했고, 1997년 일본 국제야외미술전에도  참가했다.  무용가 이남주는 창원시립무용단의 2대 안무가로 무용언어와 전통춤의 현대화를 추진했다.
가나인에 의해 선언된 퍼포먼스이자 한국 최초의 미학운동 신자연주의는 기존 서구와 동양의 자연개념과 전혀 다른 의미로 ‘사람의 몸’을 자연 그 자체로 보고 개인의 몸을 중심으로 출발한다. 전체적 세계관이나 일반적, 개념적 세계관보다 개개인의 주체적 사상과 각기 다르게 형성되는 변화와 개별적인 세계관을 중요시하는 개별화된 개인중심적 삶의 미학이다.

## 신자연주의 철학 및 미학

### 신자연주의 철학
신자연주의는 동양전통적 자연사상인 장자와 도가의 자연사상이 20세기 도시 중심의 사회와 구조에 이룰 수 없는 이상적 혹은 공상적 사상으로, 현대에는 무용한 자연사상으로 규정한다. 이제 자연은 개인이 탄생하고 성장하는 그 환경이다. 개인은 자신이 처한 환경을 인식하고, 각자의 자연으로 환원함으로써 온전한 개인으로 출발한다. 신자연주의는 개인이 성장하고 의식을 갖게 된 사회 문화적 환경을 인식하고, 각자의 의식에서 출발하는 개별화된 사상이다.신자연주의는 각자의 환경(자연) 속에서 몸을 기초로 자신의 삶을 형성하고 주제화하는 과정에 주목한다. 이 삶에서 본질은 개인의 욕구와 욕망을 성찰하고 이루는 과정이다. 즉 스스로의 정체성을 찾는 것이 삶의 핵심이며 몸은 그 주체를 움직이는 정신의 독립적 기관이다.후기 구조주의시대 이후, 크고 작은 단위사회는 개인이 가진 욕망의 결집으로 이루어진 집단 욕망 사회다. 사회의 변화나 갈등은 개인이 가진 욕망의 변화와 충돌로 인해 발생하는 것으로 분석한다. 이는 메를로퐁티가 신체와 살에 주목하고 후기구조주의 철학자 들뢰즈, 신프로이트학파와 라캉이 새로운 접근방법으로 제시한 ‘결핍의 욕망’과 ‘재생산하는 욕망’이론을 기초로 발전된 것이다.
그러나 신자연주의는 욕망을 단위화 계량화하는 것을 금하고 주체적, 개별적 입장에서 인식하고 접근하는 것을 강조한다. 전체적 혹은 집단적 단위의 욕망이나 객관화된 욕망은 오직 개인의 욕망을 성찰하고 정확하게 들여다보기 위한 도구로 사용하기를 권고한다.
예를 들어 일정한 단위의 ‘시간적 -공간적- 사회적 욕망’ 혹은 같은 공간이나 시간대의 ‘집단욕망’을 파악하고 그것에 접근하는 방법으로 미술사’와 큰 범위의 ‘문화예술사’, 그리고 전쟁사와 경제사 그 밖에 철학 등 인문학과 ‘개별적 욕망’을 도구로 사용한다. 개별적 사람을 들여다보는 도구로써 다시 ‘집단욕망’과 ‘인간의 기본적 욕망’, ‘상충되는 욕망’과 ‘충돌되는 욕망’, ‘거세된 욕망’ 등으로 분화된 다양한 욕망을 분석도구로 이용한다.
그러나 신자연주의 철학에선 집단욕망이나 개별적 욕망에 대한 접근과 본질에 대한 인식은 스스로의 개인적 삶의 구조와 개인적 문화구조를 이루기 위한 도구일 뿐이고 그것을 목적이나 지향으로 하지 않는다. 즉 욕망에 대한 자각과 인식은 자신의 욕망을 깊이 이해하기 위한 것이다. 이 과정을 통해 크고 작은 충돌과 갈등으로부터 영향을 가능한 줄이고 조율하면서 개인은 마음의 평화와 행복을 누릴 수 있는 삶을 지향하게 된다. 스스로의 욕망에 대한 접근과 방법으로 불교적 성찰법인 선 (불교)(Zen)을 도입하고 깨달음(자각 혹은 구경각을 통한 스스로의 인식과 그 변화과정을 중요시한다.
가나인은 이러한 방법론에 대해서 집단적 접근은 카를 융의 신화에 대한 연구와 개인적 접근 방법은 불교의 십우도와 유식사상, 원효의 대승기신론과 화엄학에서 깊은 영향을 받았다고 고백하고 있다.

### 신자연주의 미학
아름다움의 가치와 미적 판단, 그리고 일반적 사회가치에 대한 평가 문제는 그동안 전개되었던 미적 논리와 미학 대신
첫째 미의식의 발달과정으로 나타난 미술사에서 보이는 미적가치의 변화,
둘째 현재 인간의 내면의식에 대한 발견과 성찰을 통해
셋째 현재의 유동적이고 가변적인 미의식의 변화에 주목에 즉자적으로 가치판단으로 활용하는 살아있는 미학의 가능성을 찾는다.
살아있는 모든 생명들은 살아있음을 증거하기 위해 자신을 꾸준히 변화시키고 아름답게 하려는 예술행위를 한다. 더욱 사람은 스스로 존재의 당위성과 살아있다는 보여주기 위해 필연적으로 미적 행위를 할 수밖에 없다. 이 미적 행위의 전개과정에 주목하고 그 발전단계로 다음 6단계를 기본적으로 설정한다. 이 여섯 단계는 미술사에서 나타난 보편적인 미의 성찰과정으로 나타난 미적 영역의 확장과 인간 정신세계의 발달과 동반으로 나타난 현상이기도 하다.
1) 첫 번째 단계로 사람이 느끼는 친근감에서 온 정서가 빚어낸 미의 세계로 가시적 세계 혹은 객관에 대한 인식과정으로 나타난 재현과 표현으로 나타난 유사성, 근사성, 사실성의 미.
2) 두 번째 단계로 집단욕망과 개인욕망에 대한 자각의 과정으로 미의식에 대한 인식으로 나타난 모든 표현의지와 형상으로 나타난 미적 영역; 화려미, 인체미, 생동감, 성적미감, 웅장미, 조화미, 우아미, 기능성과 실용성(유용성)의 미 등 19세기까지 문화예술에 나타난 미적 영역.
3) 세 번째 단계로 자아발견과 개성화과정 중에 나타난 작업 혹은 미의식에 대한 조율과 방법론 개진으로 빚어진 조형의식으로 추의 미, 악, 혐오, 인식미, 긴장(긴박감) 초조 불안함, 모호함, 갈등 등으로 나타난 심리미와 무의식의 미로 19세기 말부터 20까지 확장된 미의 영역.
4) 네 번째 단계로 사람, 사회 현상 및 사건, 사물 등 가시적으로 보이는 모든 것에 대한 재해석이 창조적 욕망의 구현과 전개과정으로 드러난 조형의식으로 나타난 새로운 미영역의 확장으로 20세기 중반부터 나타난 미의 영역이다. 그러나 이러한 단계는 보편적 일반적인 설정일 뿐 일부 작가 고야등에 의해선 19세기 초부터 보여지기도 했다. 20세기 나타난 새로운 미의 영역으로 팝아트와 미니멀리즘, 아르테포베라 등이 있다.
5) 다섯 번째 단계로 역사적 사건, 사회와 사람, 자연현상 등에 대한 재해석이 아니라 깊이 접근해 종합적 성찰과 체득화 과정으로 몸에서 뿜어져 나오는 미술로 융합 혹은 통섭의 미가 있다. 이것은 시대를 초월해 미술뿐만 아니라 문학, 연극, 음악, 미술 등 기타 예술사 전반에 보여주는 위대한 작가의 작품에서 흔히 발견되는 미적 영역의 확장이다.
6) 개성화 과정 이 후에 보여주는 자기만의 개인적 구조문화에서 빚어진 또 다른 세계성의 획득으로 나타난 새로운 창조의 미로 작가의 세계가 바로 또 하나의 다른 완전한 관념적 세계로 이끌어주는 미적 영역의 확장이다. 예를 들어 세잔의 빅토와르 산은 프랑스의 그 지방에 있는 산이 아니라 세잔이 창조한 전혀 다른 메시지와 관념을 품고 있는 또 하나의 사과이고 세잔의 사과는 이 세상에서 볼 수 있는 그 사과가 아니듯이 작가는 전혀 다른 불멸의 관념세계를 창조한다.
미적 판단과 가치의 문제는 이 여섯 단계 기본으로 단계와 상관없이 그것이 지니는 다음 3가지의 속성을 가지고 평가 판단한다.
1) 관계성(소통의 가능성과 공감능력)
2) 창의성과 독창성 혹은 고유성
3) 공간의 광역성과 지속성(일정한 지역과 공간을 넘고 한 시대를 넘어 차 세대로 이어질 가능성)
4) 영원성과 생명성

## 신자연주의 미학의 출발
개인의 몸 자체가 자연이고 몸을 중심으로 한 스스로의 자각(깨달음)과 인식으로 그 몸의 문화구조는 출발하고 탄생된다.
몸은 사회나 기타 단체 어떤 소속기관에 종속되거나 수동적 존재 혹은 전체를 위한 부분적 기관이 아니다.  각자의 몸에서 생성하는 본질; 욕망, 깨달음(자각), 인식, 외부적 영향 등이 개인 삶의 기초를 이루있다. 그것으로부터 사회와 문화 등이 탄생되고 모든 역사는 개별적인 그것과 전체적 혹은 집단적 변환과정으로 인식한다. 그러므로 객관보다는 주관, 전체나 다수 중심이 아니라 개개인의 개별성이 중심이 되어 출발하고 개개인은 모두 자기 중심의 주체적 개념이 된다.

## 신자연주의 예술과 삶,  인문학적 의의
신자연주의 예술
가나인은 ‘진짜 미술은 손도 아니고 머리도 가슴도 아닌 몸 그 자체에서 나오는 것이다'라고 말한다. ‘미술이 원래 나오고 발현되고 재현되는 곳도 바로 우리의 몸이다. 미술을 느끼고 보는 것도 눈으로 보고 가슴으로 느끼는 것 보다 더욱 큰 것이 온 몸으로 느끼는 것이다. 좋은 미술은 그 작가의 몸에서 뿜어져 나오는 미술이다.’라고도 한다. 그는 신자연주의 미술 운동에 대해 ‘예술가 스스로의 몸에서 뿜어져 나오는 미술의 길은 미술가뿐 아니라 우리 보통 사람들도 삶에 대한 아름다움의 기술을 익히며 얻을 수 있는 길이다. 인간의 몸은 우주의 축소판이다. 자신의 몸과 대화가 가능하고 몸의 소리를 듣고 몸과 함께할 수 있는 삶이 기본이 되어야 진정한 행복을 누릴 수 있듯이 예술가가 뿜어내는 몸짓과 소리, 조형언어도 가짜가 아닌 자신의 몸에서 나와야 한다. 몸에서 나오는 그것은 깨닫고 스스로 인식하고 내면에서 체계화되어 자신의 온전한 언어로 다듬어진 그것이기 때문이다.’ 라고 말한다. 신자연주의란 이렇게 개인적 삶의 기록에서 예술이 출발한다.
신자연주의와 삶
신자연주의는 인간의 욕망이 만든 모든 것을 받아들이고 그것을 당연스런 자연의 본질로 출발하는 새로운 이즘(-ism)으로, ’산다는 것이 예술이고 모든 생명은 살아있는 한 끊임 없는 예술행위를 하고 그 결과를 생산한다.’는 생명성의 본질로부터 시작된다.
신자연주의 혹은 가나인주의는 인간의 본연적인 욕망을 자연스런 자연 그 자체로 받아들이고, 이것에서 출발하며 개개인의 욕망이 신자연주의 중심으로 각자의 몸으로부터 발현되어 일치된 정신세계를 강조한다. 그 몸은 객관적 신체가 아니라 주관적 입장에서의 경험과 느낌, 깨달음을 바탕으로 형성된 개인적 삶을 중요시하고 이것에서 생산된 관념의 세계가 미의식으로 영역으로 확장되어 산다는 것 자체가 예술적 행위로 연결된다고 한다. 가나인은 이렇게 말한다.
‘모든 예술은 물론 그 행위를 하는 몸으로부터 시작된다. 예술작품이 내는 모든 소리와 언어, 조형언어도 몸에서 나오는 소리이고 튼튼하고 힘있는 소리는 바로 작가의 영혼과 몸이 체득화된 과정으로 나오는 그 소리일 뿐이다.  신자연주의는 기존 철학을 넘어선 새로운 시대 새로운 미학으로 실천적 몸의 철학이다. 몸이란 예술행위를 하는 구현체일 뿐 만 아니라 그 사람의 아름다운 영혼을 담는 그릇이기 때문이다.’
신자연주의 인문학
모든 인류의 예술과 문화, 문명은 인간의 개인적 혹은 집단적 욕망이 만들어 낸 것이고 욕망에서 출발해 이루어진 오늘날의 사회는 개인적 욕망이 타인 혹은 집단 간의 갈등과 조율하는 과정 속에서 사회제도와 철학, 학문 등이 발달한 과정을 직시하고 그것이 구성한 지적 세계와 관념적 체계, 그것들이 조합해서 이루어진 문명까지도 욕망이 중심임을 간파한다. 예를 들어 법을 연구하는 법학은 인간과 구성원 집단의 욕망을 통제하고 규율하고 조정하는 또 다른 욕망의 산물이고 철학과 역사, 기타 과학도 지적 욕망으로 추구된 지식체계다. 그러므로 인간의 욕망 그 자체를 자연으로 출발하는 신자연주의 에서는 기존 인문학에서 자연과 대립된 개념으로 접근하는 것과 달리 자연 속에 포함된다. 즉 역사와 문화, 모든 학문 등을 신자연주의 에서는 자연의 범주에 포함된다.
그러나 공통적 관념의 틀이나 보편적 개념은 만들지 않는다. 신자연주의 혹은 가나인주의는 어느 집단의 불특정다수나 일정한 문화공동체의 집체적 개념이 아니라 사고가 가능한 개인에서 출발한 것으로 항상 사고의 주체 중심에서 그 시점으로 개별적으로 출발하기 때문이다. 예를 들어 2000년에 서울에서 태어난 사람은2000년부터 그 개인이 태어난 환경과 조건이 본인에게 자연이 되고 그 시점과 그 공간으로부터 개인적 개념의 자연이 발생한다. 자연이란 말 그대로 어떤 환경이든 각자에겐 다르게 주어진 조건이 자연이 되는 것이다.

## 신자연주의 작업을 선보이는 작가들
신자연주의는 가나인작가 뿐만 아니라 탈구조주의 시대에 자연적인 흐름으로 이미 서구에서 많은 작가들이 인간이 처해있는 환경과 몸을 중심으로한 조형언어 작업을 시도하고 있다.  예를 들어 영국의 제레미 델러 Jeremy Deller, 크리스 오필리, 한국의 정복수(Jung Boc su), 서용선(Suh Yongsun) 작가가 있다.

## 신자연주의 전시
- 2011 정복수, 존재의비망록[15], 사비나미술관, 서울
- 2014 가나인, 신자연주의[16], 최지혜 갤러리, 대구
- 2014 정복수, 뼈속풍경[17], 나무화랑, 서울
- 2015 가나인, Before and After 신자연주의[18], 최지혜갤러리, 대구
- 2017 정복수, 가출한 화가, 사루비아다방, 서울[19]
- 2017 신자연주의 - 두 몸의 만남(신자연주의 미학전),[20] 경인미술관, 서울
- 2019 신자연주의 선언 26주년 기념전 '당신의 몸이 신자연이다'[21], 담빛예술창고, 담양
- 2021 신자연주의 - 리좀이 화엄을 만날 때[22], 전북도립미술관, 완주

## 같이 보기
- 자연주의 (문학)
- 자연주의 (미술)
- 자연주의 (연극)